# جورج مایکن
جورج مایکن (انگلیسی: George Mikan؛ ۱۸ ژوئن ۱۹۲۴ – ۱ ژوئن ۲۰۰۵) یک بازیکن بسکتبال اهل ایالات متحده آمریکا بود. از باشگاه‌هایی که در آن بازی کرده‌است می‌توان به لس‌آنجلس لیکرز اشاره کرد.